# Pablo Larraín
Pablo Larrain Matte, född 19 augusti 1976 i Santiago, Chile, är en chilensk filmskapare, som hittills (2016) har regisserat fem långfilmer och en TV-serie.

## Biografi
Larrain är son till juridikprofessorn (och senare senator för Independent Democrat Union) Hernán Larrain och Sebastián Piñeras förra minister för bostäder och urbanisering, Magdalena Matte. Han studerade audiovisuell kommunikation vid universitetet för vetenskap, konst och kommunikation i Santiago. Han är en av grundarna av Fabula, ett företag där han utvecklar sina film- och reklamprojekt.
Larraín regisserade 2005 sin första långfilm, Fuga, som släpptes officiellt i mars 2006 och har vunnit internationellt erkännande efter att ha tagit hem flera priser vid internationella filmfestivaler, som i de Cartagena och Málaga. Hans följande filmer har konsoliderat hans internationella framgångar.
Hans fjärde långfilm är No, där Gael García Bernal spelar rollen som ägare av en reklambyrå som driver en kampanj för att rösta "nej" år 1988 en folkomröstning, som var avsedd att hålla Augusto Pinochet vid makten. No visades i regissörernas FortNight section vid Filmfestivalen i Cannes 2012, där den vann Art Cinema Award. Filmen var även nominerad till bästa utländska film vid Oscarsgalan 2013.
Under 2011 regisserade Larrain TV-serien Prófugos, distribuerad av HBO Latinamerika. År 2013 utnämndes han till jurymedlem vid 70:e filmfestivalen i Venedig.
År 2016 återupptog Larrain samarbetet med Bernal för Neruda, en biografisk film  till minne av den chilenska poeten Pablo Nerudas sista dagar. Samma år gjorde, han sin engelskspråkiga debut med Jacqueline Kennedy Onassis biografi, Jackie, med Natalie Portman, Peter Sarsgaard, Greta Gerwig, Richard E. Grant, Billy Crudup och John Hurt i rollerna. Båda filmerna fick kritikernas goda gensvar och speciellt Jackie vann stor uppmärksamhet såsom Golden Globe och SAG Award-nominering för Portman.

## Filmografi

### Regissör
- Fuga (2006)
- Tony Manero (2008)
- Post Mortem (2010)
- No (2012)
- Sällskapet - El Club (2015)
- Neruda (2016)
- Jackie (2016)
- Spencer (2021)

### Producent
- Ulysses (2011)
- 4:44 Last Day on Earth (2011)
- The Year of the Tiger (2011)
- Young and Wild (2012)
- Crystal Fairy (2013)
- Gloria (2013)
- Barrio Universitario (2013)
- Nasty Baby (2015)
- Sällskapet - El Club (2015)